# Década de 490
Séculos: (Século IV - Século V - Século VI)
Décadas: 440 450 460 470 480 - 490 - 500 510 520 530 540
Anos: 490 - 491 - 492 - 493 - 494 - 495 - 496 - 497 - 498 - 499